# 33811 Scottobin
33811 Scottobin este o planetă minoră (asteroid), cu un diametru de 3,378 km, din centura de asteroizi. A fost descoperită pe 8 decembrie 1999 la Experimental Test Site⁠(d) de Lincoln Near-Earth Asteroid Research. 
Obiectul prezintă o orbită caracterizată de o semiaxă mare de 2,2093477 UAi, o excentricitate de 0,19, o înclinație de 8,32175 ° în raport cu ecliptica.